# Геворкянц, Рубен Степанович
Рубен Степанович Геворкянц (Кеворков) (арм. Ռուբեն Ստեփանի Գևորգյանց (Կևորկով), 30 ноября 1945, Ереван, СССР — 23 июня 2017) — советский и армянский кинорежиссёр, сценарист, продюсер, писатель, поэт, общественный деятель. Народный артист Армении (2006), лауреат премии президента Армении.     

## Биография
Рубен Степанович Геворкянц (Кеворков) родился 30 ноября 1945 года в Ереване. В 1963 году окончил школу. Работал лаборантом в институте химии, а также помощником киномеханика на киностудии «Арменфильм».
В 1968 году окончил Ереванский художественно-театральный институт по специальности режиссёр драмы (мастерская Вартана Аджемяна). С 1968 года по сей день работает на киностудии документальных фильмов в качестве режиссёра.
С 1982 по 2009 год — директор Киностудии документальных фильмов «Айк». С 2003 года — Председатель Союза кинематографистов Армении. В 2005—2009 годах — Председатель Совета киностудии «Арменфильм». С 2009 года — художественный руководитель Киностудии документальных фильмов «Айк».
Действительный член Международной академии телевидения и радио.
В 1982 году получил звание заслуженного деятеля искусств Армянской ССР. В 2006 году — народного артиста Республики Армения.
Преподавал профессором в Ереванском государственном институте театра и кино.
Рубен Геворкянц — участник Первой карабахской войны. Основатель и председатель Националистической партии Армении.
Основатель Международного молодёжного кинофестиваля «ЕС ЕМ» («Это Я»). Автор циклов телепередач «Дорога», «Свидетель времени», «Мы и время», «Время в пути». Автор 3-х поэтических сборников (печатался на армянском, русском, английском и иврите) — «Время дождей», «Время оправданий», «Нет времени». Автор книги «Параджанов — коллаж на двоих» (на армянском и русском языках).
Рубен Геворкянц снял более 60-ти фильмов, из них 6 игровых (совместно с Георгием Кеворковым). Имеет 20 международных дипломов и призов (Краков, Оберхаузен, Амстердам, Минск, Вильнюс, Москва, Гонконг и т. д.), из них 5 Гран-При. Номинировался на премию Американской киноакадемии «Оскар», а также премию «Ника» (Россия).
Рубен Геворкянц увлекался коллекционированием крестов (собрал более 500). Некоторые висят на стене, некоторые носятся.
Умер 23 июня 2017 года.

## Семья
- Дед по отцу — Агабек Кеворков — выходец из Агулиса (Армения). Купец I гильдии. За развитие мануфактурной промышленности России получил дворянский титул. Жил в Москве. Репрессирован. Умер в 1924 году своей смертью.
- Бабушка — Елена Христофоровна Лианозова — столбовая дворянка.
- Отец — Степан Агабекович Кеворков — кинорежиссёр, народный артист СССР. Родился в Москве (Россия).
- Мать — Лия Тиграновна Кеворкова (Погосян) — художник-мультипликатор. Родилась в Тавризе (Иран).
- Брат — Георгий Степанович Кеворков — кинорежиссёр, профессор.
- Жена — Анаит Саакян — врач-кардиолог.
- Сын — Ваэ Геворкянц — кинорежиссёр, художник.
- Сын — Степан Геворкянц — кинорежиссёр, бизнесмен.
- Р. Геворкянц имеет 6 внуков.

## Фильмография
| - 1968 — Нерсесяновцы - 1969 — Здравствуй, Казахстан! - 1969 — По следам одной фотографии - 1970 — Танец гор - 1971 — Жизнь, отданная экрану - 1971 — Даже если не будем писать - 1971 — Гонг - 1972 — Вдохновение - 1972 — Один день Саригюха - 1972 — Джермук - 1973 — Семья - 1973 — Природа Армении - 1974 — Наследие - 1974 — Встреча времен - 1975 — Преклонение - 1975 — Советская Армения - 1976 — Размышления - 1976 — Думы - 1976 — Армения-76 - 1977 — Поступь пятилетки — 1-й год - 1977 — Рука к руке - 1977 — Свет над Арагацем - 1978 — Дороги - 1978 — Поступь пятилетки — 2-й год - 1978 — Голубой ветер и запах миндаля - 1979 — Поступь пятилетки — 3-й год - 1979 — Путь возврата (худ. фильм) - 1980 — Добрый след - 1981 — Лицо | - 1982 — Франция - 1982 — Ирак - 1982 — Иордания - 1983 — Огонь, мерцающий в ночи - 1984 — Ожидание - 1985 — Горе - 1986 — Индия - 1986 — Пока живём - 1987 — Острова - 1988 — Белая кость - 1989 — Реквием - 1989 — Прорыв - 1989 — Ашхарумс (в мире моём) - 1990 — Встречи в Израиле - 1992 — Армяне на берегу Босфора - 1992 — Сестричка из Лос-Анджелеса - 1993 — Рай-93 - 1993 — Арцахский дневник № 1 - 1995 — Арцахский дневник № 2 - 1995 — Параджанов. Последний коллаж - 1995 — Вор - 1999 — 2000 — Навсегда - 2000 — Наш Командос - 2002 — Время собирать камни — 5 фильмов - 2008 — Осень волшебника - 2010 — Планета женщин - 2012 — Завтра встретимся - 2014 — По следам армянского книгопечатания |

## Награды
- 1972 — Лауреат Премии Ленинского комсомола Армении.
- 1982 — Заслуженный деятель искусств Армянской ССР.
- 2006 — Народный артист Армении.
- 2016 — Приз «Параджановский талер» (2016, Ереванский кинофестиваль).
- Лауреат премии Президента Армении (совместно с Ваэ Геворкянцем).
- Золотая медаль Министерства культуры Армении.
- Орден Победы.
- Орден «Золотой орел-смертник» им. Вазгена Саргсяна.